# Chaperiidae
Chaperiidae é uma família de briozoários pertencentes à ordem Cheilostomatida.
Géneros:
- Aluis López-Gappa & Pérez, 2019
- Amphiblestrella Prud'homme, 1961
- Bryochaperia Zágoršek, 2001
- Catenariopsis Maplestone, 1889
- Chaperia Jullien, 1881
- Chaperiopsis Uttley, 1949
- Clipeochaperia Uttley & Bullivant, 1972
- Exallozoon Gordon, 1982
- Exostesia Brown, 1948
- Icelozoon Gordon, 1982
- Larnacicus Norman, 1903
- Notocoryne Hayward & Cook, 1979
- Patsyella Brown, 1948
- Pyrichaperia Gordon, 1982